# Luis Santiago Martella
Luis Santiago Martella (Chivilcoy, Buenos Aires; 11 de marzo de 1928-Buenos Aires, 3 de mayo de 2017) fue un militar argentino que ejerció altos cargos durante el Proceso de Reorganización Nacional.

## Familia
Luis Santiago Martella estaba casado con la señora María Nydia Fescina. Este matrimonio tuvo tres hijos. Uno de ellos fue Luis Carlos, que fue también oficial del Ejército Argentino y murió en combate en la guerra de las Malvinas.

## Carrera militar
Tras finalizar sus estudios secundarios, Luis S. Martella ingresó al Colegio Militar de la Nación el 12 de marzo de 1945. Egresó como subteniente del arma de infantería el 18 de diciembre de 1947 integrando la promoción 77.
Con el grado de coronel, es designado segundo comandante y jefe del Estado Mayor en el Comando de la IV Brigada de Infantería Aerotransportada el 15 de diciembre de 1976. Tomó posesión del cargo el 2 de febrero de 1977 y lo ejerció hasta el 5 de diciembre de ese mismo año, cuando ascendió a general de brigada y resultó seleccionado para ejercer otras funciones.

### Destinos como general de brigada
En diciembre de 1977 se hizo cargo de la V Brigada de Infantería. Como comandante de esta unidad, ejercía la Jefatura de la Subzona 32.
En febrero de 1979 asumió como comandante de la IV Brigada de Infantería Aerotransportada, haciéndose cargo del Área 311.
El 29 de marzo de 1981 fue designado a cargo de la Secretaría General de la Presidencia del presidente de facto Roberto Eduardo Viola. Estuvo en funciones hasta la jura de Leopoldo Fortunato Galtieri, el 22 de diciembre de ese mismo año. Luis S. Martella ascendió a general de división el 31 de diciembre de 1981

### Destinos como general de división
Desde el 6 de enero de 1982 hasta el 4 de octubre de ese mismo año, se desempeñó como jefe de la Policía Federal Argentina. Fue sustituido por el general de brigada Juan Bautista Sasiaiñ, a quien el mismo Martella había reemplazado a inicios de año.
Entre octubre de 1982 y diciembre de 1983 fue comandante de Institutos Militares, y como tal jefe de la Zona de Defensa 4. Pasó a retiro a finales de ese año.
El 26 de agosto de 2016 fue condenado a prisión perpetua por el Tribunal Federal de Córdoba por delitos contra la humanidad en la megacausa "La Perla-La Ribera".